# Crinia parinsignifera
Crinia parinsignifera es una especie  de anfibios de la familia Myobatrachidae.

## Distribución geográfica
Se encuentra en el este de Australia.